# 雨宮恒之
雨宮 恒之（あまみや つねゆき 1914年6月25日 - 2001年1月7日）は日本の映画プロデューサー、実業家。ペンネームは福 閑太郎（フク カンタロウ）。山梨県出身。

## 人物
松本高等学校文科乙類を経て、1939年に東京帝国大学文学部美術科を卒業、東宝に入社した。
1941年の太平洋戦争中は将校となり、ジャワ島に派遣された。1945年10月から12月頃、クマヨラン飛行場作業隊副官陸軍大尉だった彼はジャカルタ治移動演芸隊の演技指導も行った。
戦後、1949年12月28日に東宝取締役として復帰した。1952年1月25日に交通事故で亡くなった森田信義に変わって東宝撮影所所長となる。1955年9月20日に支配人制となり辞任。
1969年3月25日に常務取締役となり当時の松岡辰郎社長らと共に、東宝の経営合理化の対応に当たり、鈴木英夫、丸山誠治、杉江敏男、筧正典といった専属映画監督との契約を終了させたり、東宝の看板であった森繁久彌主演の『駅前シリーズ』を打ち切り、制作本数を絞り、大作を重点的に製作するなどと云った方針を打ち出して赤字となっていた製作部門の合理化を図って行くこととなる。
その後、1974年8月22日に専務取締役、1977年5月25日に取締役に退き系列会社の東京楽天地代表取締役社長に就任。1979年5月25日に東宝監査役、1989年4月に東京楽天地代表取締役会長となる。
2001年1月7日に肺炎のため死去（享年86歳）。

## 映画
- 「シミキンの無敵競輪王」